# Phanerotoma rufotestacea
Phanerotoma rufotestacea är en stekelart som beskrevs av Herbert Zettel 1992. Phanerotoma rufotestacea ingår i släktet Phanerotoma och familjen bracksteklar. Inga underarter finns listade i Catalogue of Life.